# Olesz
Olesz (hebr. עולש) – moszaw położony w samorządzie regionu Emek Chefer, w Dystrykcie Centralnym, w Izraelu.
Leży w dolinie Chefer, na granicy równiny Szaron z zachodnią częścią Samarii, w otoczeniu moszawów Be’erotajim, Burgeta, Channi’el i Gan Joszijja, kibuców Bachan i Jad Channa, oraz wioski Bat Chefer.

## Historia
Pierwotnie znajdowały się tutaj ziemie uprawne należące do arabskiej wioski Kakun (arab. قاقون), która przetrwała do czasów brytyjskiego Mandatu Palestyny. 29 listopada 1947 roku Zgromadzenie Ogólne Organizacji Narodów Zjednoczonych przyjęło rezolucję nr 181 o podziale Palestyny na dwa państwa: żydowskie i arabskie. Na podstawie tej rezolucji wieś Kakun miała się znaleźć w państwie arabskim. Podczas wojny domowej w Mandacie Palestyny dochodziło w tym rejonie do licznych napięć. We wsi Kakun stacjonowała jednostka Arabskiej Armii Wyzwoleńczej, Batalion „Khitin”, który składał się z ochotników z arabskich państw. Przeprowadzali oni liczne ataki na sąsiednie żydowskie osiedla. 6 marca 1948 oddział żydowskiego Irgunu przeprowadził odwetowy atak na wieś Kakun.
Podczas wojny o niepodległość w rejonie wioski okopały się regularne wojska irackie, które 29 maja 1948 przeprowadziły atak na żydowskie osady En Wered, Kefar Jabec i Ge’ulim. W dniach 4-5 czerwca 1948 doszło do bitwy o Kakun. Po ciężkich walkach żydowskie oddziały Hagany wyparły ze wsi siły irackie. W dwa dni później izraelskie dowództwo podjęło decyzję o zniszczeniu wioski, aby uniemożliwić jej mieszkańcom powrót. Do grudnia 1948 wieś przestała istnieć.
Współczesny moszaw został założony w 1949 przez żydowskich imigrantów z Rumunii. Początkowo nazywał się Be’erotayim Bet, jednak później nazwę zmieniono na współczesną, ponieważ w rejonie tym istnieje wiele upraw rolniczych cykorii. W 1953 osiedliła się tutaj grupa imigrantów z Afryki Północnej.

## Kultura i sport
W moszawie znajduje się ośrodek kultury oraz boisko do piłki nożnej.

## Gospodarka
Gospodarka moszawu opiera się na intensywnym rolnictwie, uprawie warzyw i kwiatów w szklarniach.

## Komunikacja
Na wschód od moszawu przebiega autostrada nr 6, brak jednak możliwości bezpośredniego wjazdu na nią. Z moszawu wyjeżdża się dwoma lokalnymi drogami na południe do moszawu Be’erotajim, a następnie na drogę ekspresową nr 57  (Netanja–Niccane Oz).